# Corona del glande

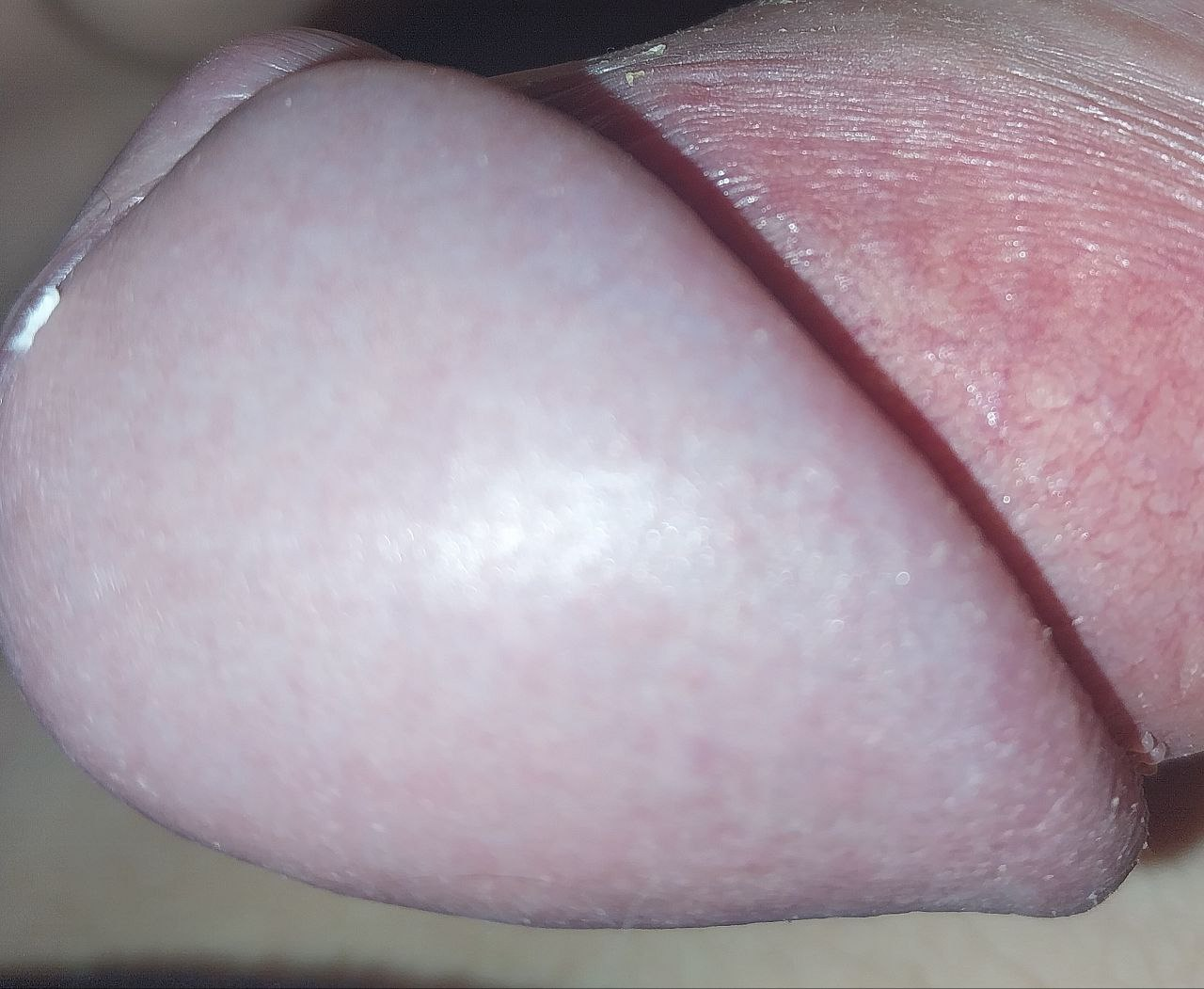
Corona del glande.

La corona del glande o corona balanica è la circonferenza della base del glande negli esseri umani di sesso maschile, che forma un bordo arrotondato sporgente, sovrastante un solco profondo retroglandulare, dietro il quale c'è il collo del pene.

## Patologie
In questa sede si possono manifestare le papule perlacee peniene.